# Zesch am See

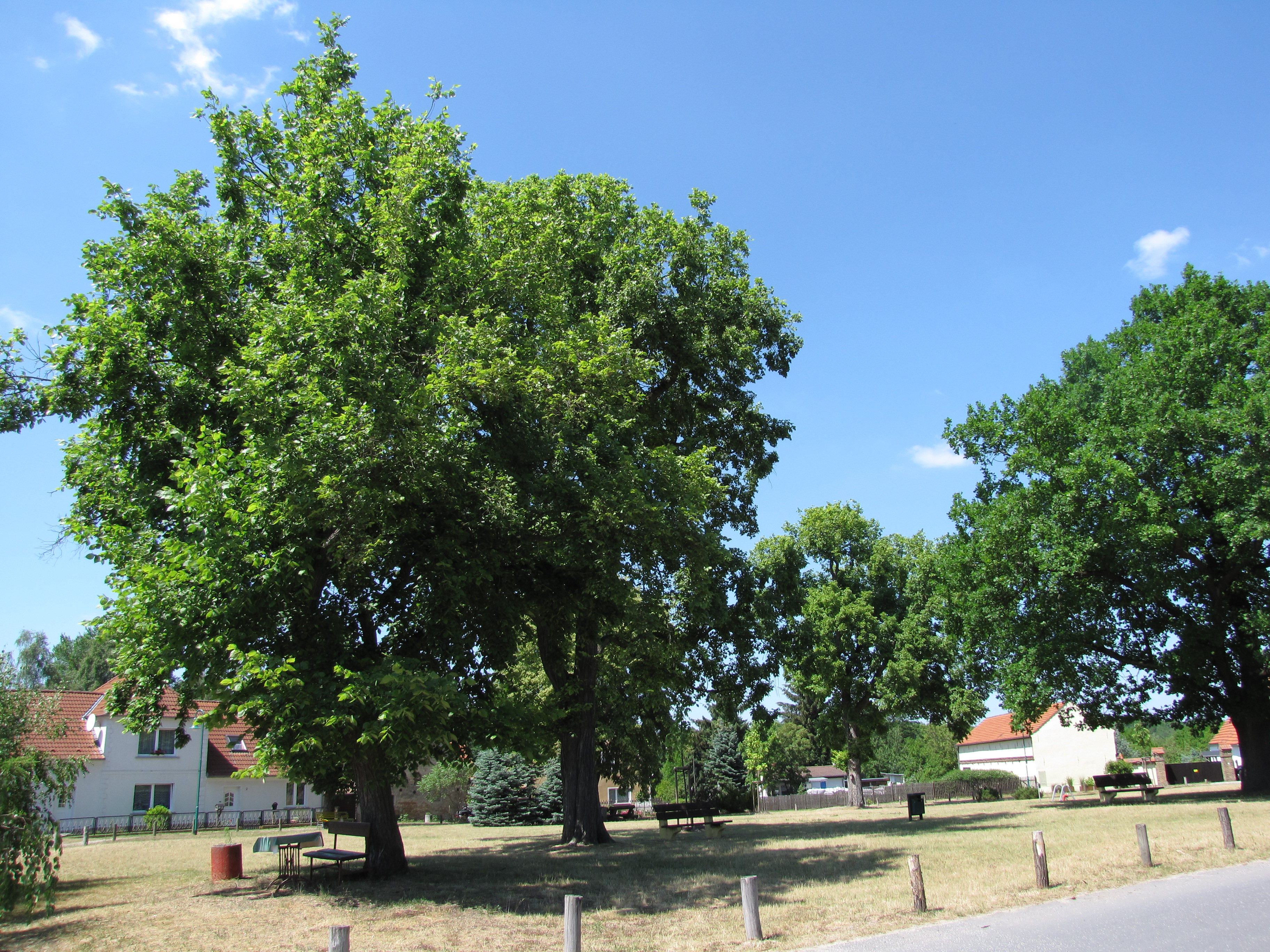
Dorfplatz

Zesch am See ist ein Gemeindeteil von Lindenbrück, einem Ortsteil der Stadt Zossen im Landkreis Teltow-Fläming (Brandenburg). Der Ort war vor der Eingemeindung 1974 nach Lindenbrück eine selbständige Gemeinde und gehörte ursprünglich zur Herrschaft Baruth.

## Geographische Lage

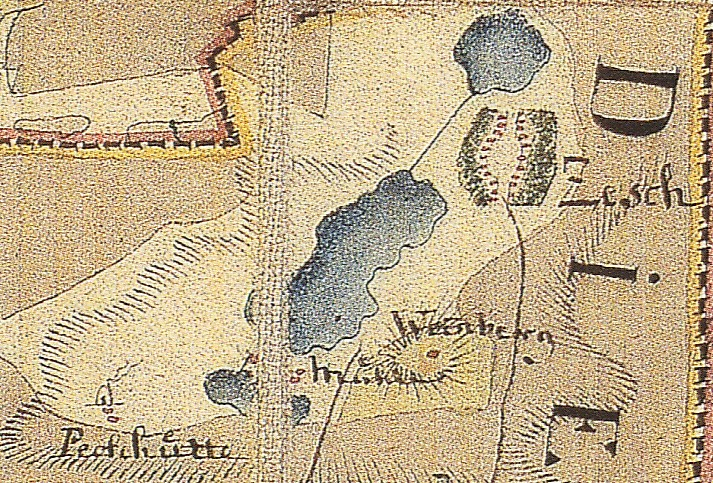
Zesch am See auf der Schmettauschen Karte von 1767–1787, mit Pechhütte und Mühle

Zesch am See liegt im südöstlichsten Zipfel des Stadtgebietes von Zossen zwischen dem Großen und Kleinen Zeschsee. Die Gemarkung hat eine Fläche von 252 ha. Es grenzt im Osten an Neuendorf und Egsdorf, beide Orte sind Ortsteile der Stadt Teupitz, und im Süden an Mückendorf, Ortsteil der Stadt Baruth/Mark. Die umgebende Landschaft wurde in der Weichsel-Eiszeit geprägt, die in der Region das Glogau-Baruther Urstromtal formte. Zesch am See liegt dabei in der Mitte des Urstromtals und wird von Jungmoränenplatten sowie Endmoränen umgeben. Westlich und südwestlich ist das Naturschutzgebiet Großer und Westufer Kleiner Zeschsee.

## Geschichte
Zesch am See wurde 1495 erstmals als Zceysch urkundlich erwähnt. Der Ort ist sicher sehr viel älter, wie die Dorfstruktur zeigt. Es gehörte damals zur Herrschaft Baruth. Der Name ist wohl als Ort eines Ćěch zu interpretieren.
Das Dorf ist nach seiner Struktur ein Rundling. Rundlinge wurden vor allem im 12. Jahrhundert im Kontaktbereich von slawischen und deutschen Siedlern angelegt, wahrscheinlich unter dem Einfluss einer deutschen Grundherrschaft. Rundlinge sind daher keine ursprünglich slawische Siedlungsformen, sondern eine Form der mittelalterlichen Plansiedlung.
1529 werden acht Hüfner und drei Gärtner genannt. 1575 waren es elf Einwohner und ein Schultheiß. Im Dreißigjährigen Krieg fiel der Ort fast völlig wüst. Lediglich ein Bauerngut und die drei Kossätenstellen waren 1708 wieder besetzt. Zehn nicht wieder besetzte Bauernhöfe wurden zu einem Vorwerk zusammengefasst und von der Herrschaft bewirtschaftet. 1722 wurden sechs Feuerstellen (= Haushaltungen) gezählt. Auf der Schmettauschen Karte von 1767 bis 1787 ist südwestlich des Ortes eine Pechhütte verzeichnet sowie am Südende des Großen Zeschsees eine Mühle. Die Mühle war 1810 nachweislich im Besitz der Herrschaft. 1791 wurde der Ort als Rittergut erwähnt und kam 1806 zum Königreich Sachsen, ab 1815 zu Preußen. 1824 wohnten in Zesch am See ein Bauer, sechs Kossäten, sieben Häusler. Das herrschaftliche Vorwerk umfasste vier Gebäude, außerdem gab es ein Hirtenhaus und ein Schulhaus. 1837 wurden 19 Wohnhäuser genannt sowie der außerhalb des Dorfes liegende Teerofen. Aus dem Jahr 1858 sind 154 Einwohner überliefert. 1891 kam die Revierförsterei in den Ort. Das Hauptgebäude, Stallgebäude, Scheune und Keller stehen im 21. Jahrhundert unter Denkmalschutz. Um 1900 zählte der Ort 20 Wohnhäuser sowie vier herrschaftliche Häuser; 1903 ist eine Fischerhütte existent. 1931 gab es im Ort 21 Wohnhäuser und 27 Haushaltungen. 1945 wurde Zesch im Zweiten Weltkrieg mit in die Schlacht des Kessels um Halbe einbezogen. 1948 wurden Ländereien des Grafen Solms-Baruth einer Größe von 103 ha im Rahmen der Bodenreform enteignet und auf landarme Bauern und die Gemeinde verteilt. 1959 entstand eine Landwirtschaftliche Produktionsgenossenschaft (LPG) Typ I, die 1960 18 Mitglieder hatte und 66 ha Nutzfläche bewirtschaftete. Sie schloss sich 1964 an die LPG in Lindenbrück an. Zesch am See wurde 1974 nach Lindenbrück eingemeindet.

Zescher Infohäuschen am Dorfplatz im August 1993

Zu DDR-Zeiten wurde in der Nähe des Ortes ein Ferienlager errichtet und betrieben. 2012 baute die Stadt Zossen die Badestelle am Großen Zeschsee zu einem Strandbad aus. 2013 pflanzte ein 2010 gegründeter Förderverein auf dem historischen Weinberg erstmals wieder Weinreben an.
Bevölkerungsentwicklung von 1817 bis 1971 (aus dem Historischen Ortslexikon)

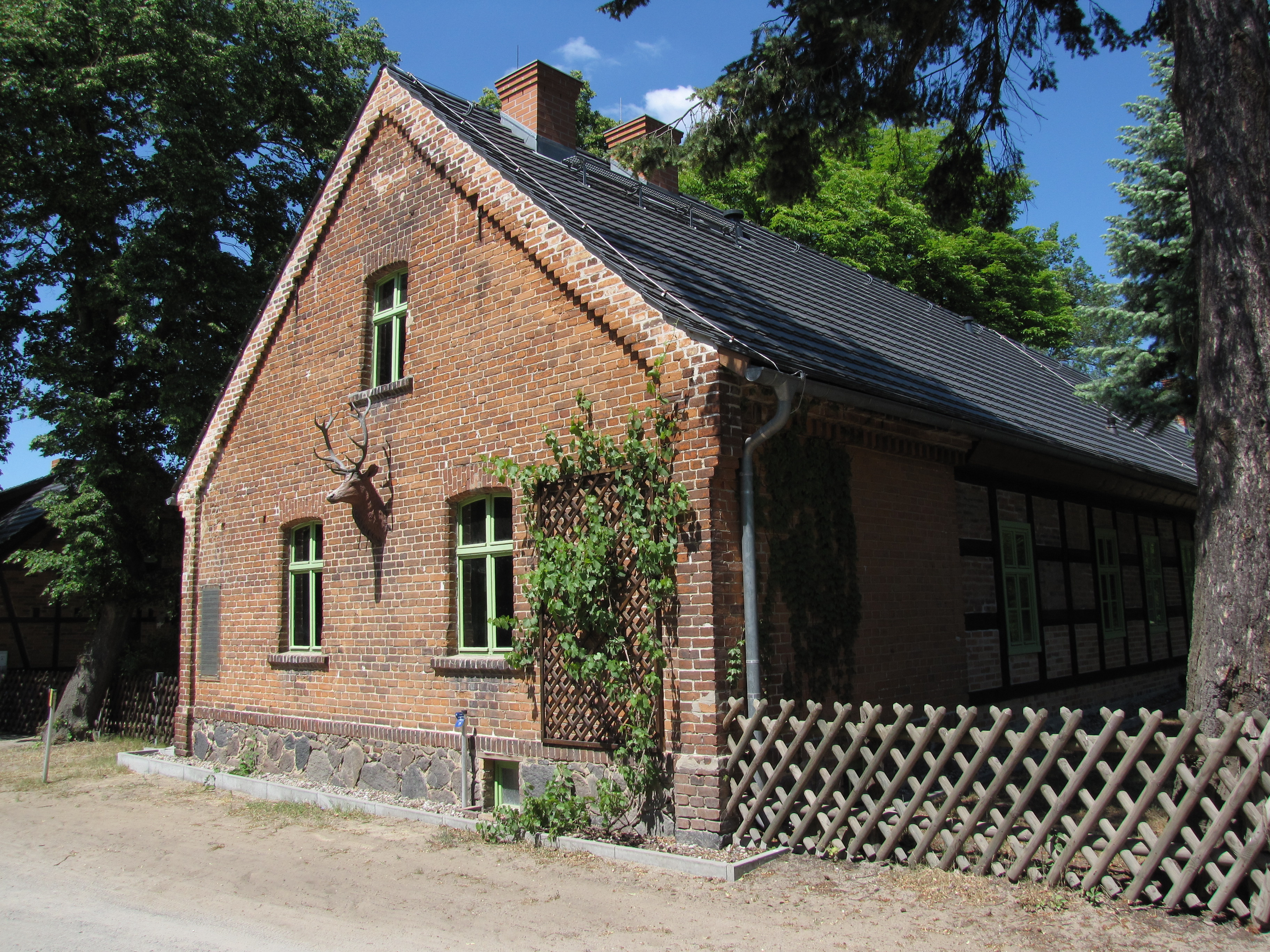
Försterei, Hauptgebäude, Straßenfront

| Jahr | Einwohner |
| ---- | --------- |
| 1817 | 106       |
| 1837 | 122       |
| 1858 | 164       |
| 1871 | 165       |
| 1885 | 170       |
| 1895 | 159       |
| 1905 | 158       |
| 1925 | 126       |
| 1939 | 95        |
| 1946 | 119       |
| 1964 | 87        |
| 1971 | 84        |

## Denkmale und Sehenswürdigkeiten

### Baudenkmale
siehe Artikel Liste der Baudenkmale in Zossen
Die Försterei ist ein denkmalgeschütztes Gebäudeensemble aus dem späten 18. oder frühen 19. Jahrhundert.

### Naturdenkmale
In Zesch am See sind folgende Bäume und Baumgruppen als Naturdenkmale geschützt:
- eine Gruppe Eichen, N am Weinberg, ehem. Weinkeller: wegen ihres Alters
- eine Gruppe Eichen, N am Weinberg, ehem. Weinkeller: wegen ihres Alters
- eine Eiche, am Weinberg: wegen Alter, Größe und Ausbildungsform
- zehn Maulbeerbäume, auf der Dorfaue: wegen ihrer wissenschaftlichen Bedeutung (Dendrologie)
- zwei Esskastanien, 0,7 km südsüdöstlich vom Ortsrand, Acker am Weinberg: wegen ihrer wissenschaftlichen und landeskundlichen Bedeutung
- eine „Hickorynuß“ (Carya), im Forsthof: wegen ihrer wissenschaftlichen Bedeutung (Dendrologie)
- ein Efeubaum, beim Wirtschaftsgebäude „Unter den Eichen“/„Am Wald“: wegen ihrer Ausbildungsform
- eine Stieleiche, Str. „Unter den Eichen“: wegen ihres Alter, Größe und Ausbildungsform

### Bodendenkmale
Die Denkmalliste des Landkreises Teltow-Fläming verzeichnet für die frühere Gemarkung von Zesch am See acht Bodendenkmale:
- Siedlung der Völkerwanderungszeit,
- Siedlung der römischen Kaiserzeit, Siedlung der Urgeschichte
- Dorfkern (Neuzeit, Mittelalter, Einzelfund Neolithikum)
- Siedlung der Urgeschichte
- Siedlung der Urgeschichte
- Siedlung der Ur- und Frühgeschichte
- Siedlung der Ur- und Frühgeschichte
- Siedlung der Urgeschichte